# Rety Communal Cemetery
Rety Communal Cemetery is een begraafplaats gelegen in de Franse plaats Rety (Pas-de-Calais). De militaire graven worden onderhouden door de Commonwealth War Graves Commission.
De begraafplaats telt 2 geïdentificeerde Gemenebest graven uit de Tweede Wereldoorlog.